# Calyptooecia insidiosa
Calyptooecia insidiosa is een mosdiertjessoort uit de familie van de Cleidochasmatidae. De wetenschappelijke naam van de soort is voor het eerst geldig gepubliceerd in 1984 door Winston.